# Nguyễn Phúc Đồng
Nguyễn Phúc Đồng (chữ Hán: 阮福晍; ? – 18 tháng 10 năm 1777), là một Công tử con của Khang vương Nguyễn Phúc Luân trong lịch sử Việt Nam.

## Tiểu sử
Công tử Đồng, hay còn gọi là Tôn Thất Đồng, là con trai thứ hai của Khang vương Nguyễn Phúc Luân và là anh cùng mẹ với vua Gia Long nhà Nguyễn. Mẹ của ông là Hiếu Khang Hoàng hậu Nguyễn Thị Hoàn. Không rõ năm sinh của ông.
Ban đầu, công tử Đồng được bổ làm Đội trưởng đội thuyền Gia Tam. Mùa xuân năm Ất Mùi (1775), ông theo Chúa Nguyễn Phúc Thuần và những người anh em vào Gia Định đánh giặc. Mùa thu năm Đinh Dậu (1777), quân Tây Sơn đánh vào Long Xuyên, ông bị họ giết chết vào ngày 18 tháng 9 (âm lịch) năm đó.
Năm Kỷ Dậu (1789), vua Gia Long truy tặng cho Tôn Thất Đồng chức Đặc tiến Phụ quốc Thượng tướng quân, Cẩm y vệ sĩ, Chưởng cơ, thụy Anh Nghị (英毅). Năm Gia Long thứ 4 (1805), vua tiếp tục phong tặng ông làm Dực Vân Minh Nghĩa tôn thần, Đặc tiến Phụ quốc Thượng tướng quân, Thái sư, Quốc công, đổi tên thụy là Trung Tiết (忠節), cho thờ ở Thái miếu. Năm thứ 13 (1814), gia tặng là Uy công, chuyển sang thờ ở đền Triển Thân.
Năm Minh Mạng thứ 12 (1831), vua tiếp tục gia tặng cho ông làm Tá Vận tôn thần, Tôn nhân phủ Hữu tôn chính, đổi tên thụy là Cung Ý (恭懿), tấn phong Hải Đông Quận vương. Năm Thiệu Trị thứ 3 (1843), vua cho dựng đền thờ ở ấp An Tân (sau đổi thành đền Thân Huân), hợp thờ với Thông Hóa Quận vương và Thuận An công. Năm Tự Đức thứ 3 (1850), đền này đổi tên thành đền Thân Huân, và thờ thêm Tương Dương Quận vương và An Biên Quận vương.
Tôn Thất Đồng không có con thừa tự.

## Sách tham khảo
- Hội đồng trị sự Nguyễn Phúc Tộc (1995), Nguyễn Phúc Tộc thế phả Lưu trữ ngày 27 tháng 9 năm 2020 tại Wayback Machine, Nhà xuất bản Thuận Hóa
- Quốc sử quán triều Nguyễn (2006), Đại Nam liệt truyện tập 2, quyển 2: Truyện các hoàng tử, Nhà xuất bản Thuận Hóa